# Foulney Island
Foulney Island är en ö i Storbritannien.   Den ligger i riksdelen England, i den centrala delen av landet, 300 km nordväst om huvudstaden London.